# جسر مضيق مسينا

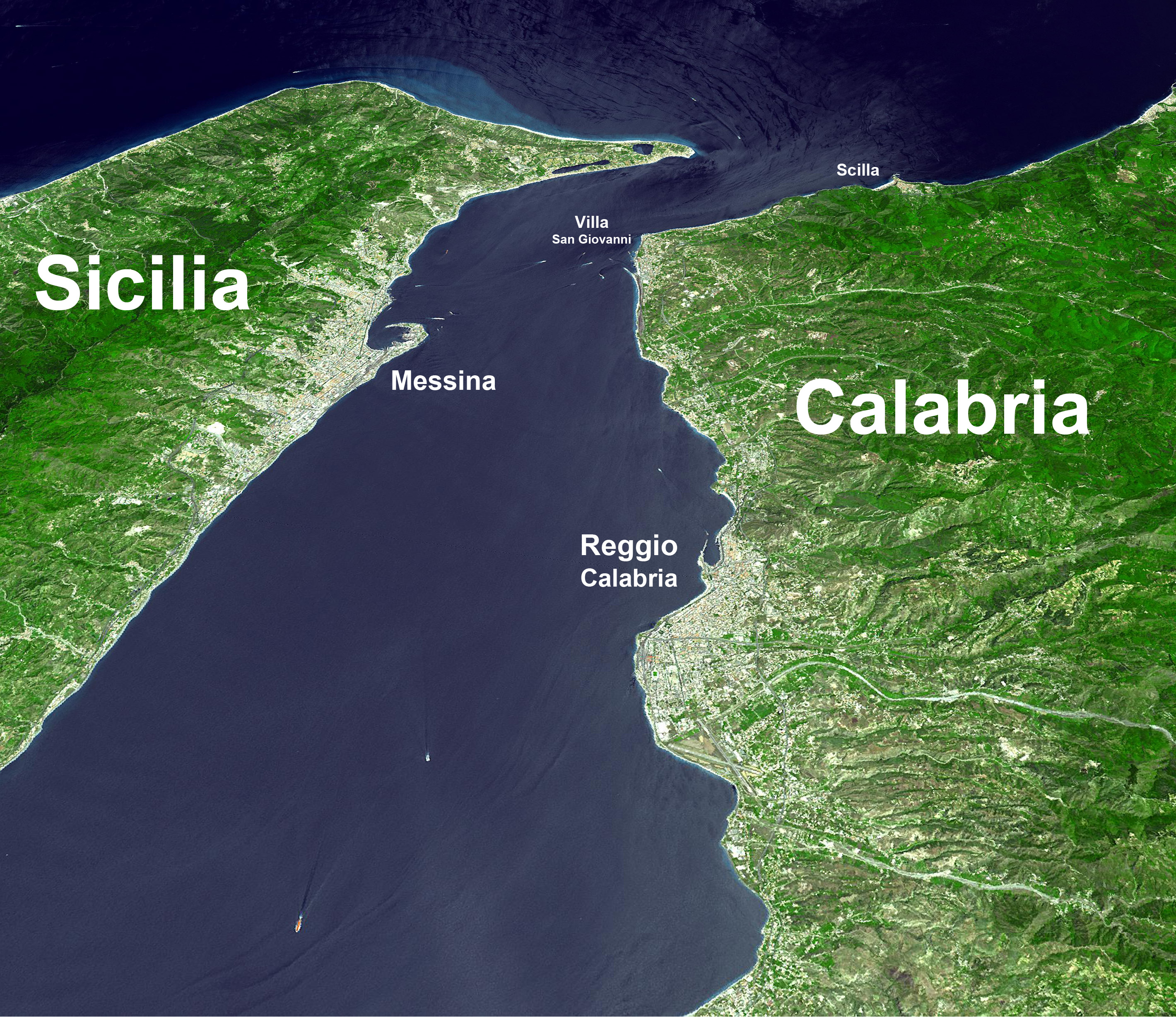
صورة فضائية لمضيق مسينا في يونيو 2002

جسر مضيق مسينا هو جسر معلق تحت التخطيط عبر مضيق مسينا، والذي هو عبارة عن قطاع ضيق من المياه بين الطرف الشرقي من صقلية والطرف الجنوبي للبر الرئيسي الإيطالي. تم أخيراً إحياء خطط بناء الجسر رغم سنوات من التحضير للتخطيط والنقاش والخلاف. ألغي المشروع في عام 2006 في ظل حكومة رومانو برودي.  مع ذلك وفي 6 مارس 2009، كجزء خطة أشغال عامة جديدة ضخمة أعلنت حكومة سيلفيو برلسكوني عن أن بناء جسر مسينا سيذهب قدماً إلى الأمام، وتعهد بنحو 1.3 مليار يورو كمساهمة في تكلفة الجسر الإجمالية والتي تقدر بنحو 6.1 مليار يورو.  إذا ما اكتمل الجسر سيكون أكبر جسر معلق في العالم، أي ما يعادل ضعف الجسر الرئيسي في اكاشي كايكيو. الجسر جزء من الخط 1 من شبكات النقل العابرة لأوروبا (TEN - T).
1. ↑  "Italy drops Sicily bridge plans". BBC News. 12 أكتوبر 2006. مؤرشف من الأصل في 2017-05-25.
2. ↑  "Italy revives Sicily bridge plan". BBC News. 6 مارس 2009. مؤرشف من الأصل في 2017-08-31. اطلع عليه بتاريخ 2011-05-17.